# رومانوف دغل‌بازان

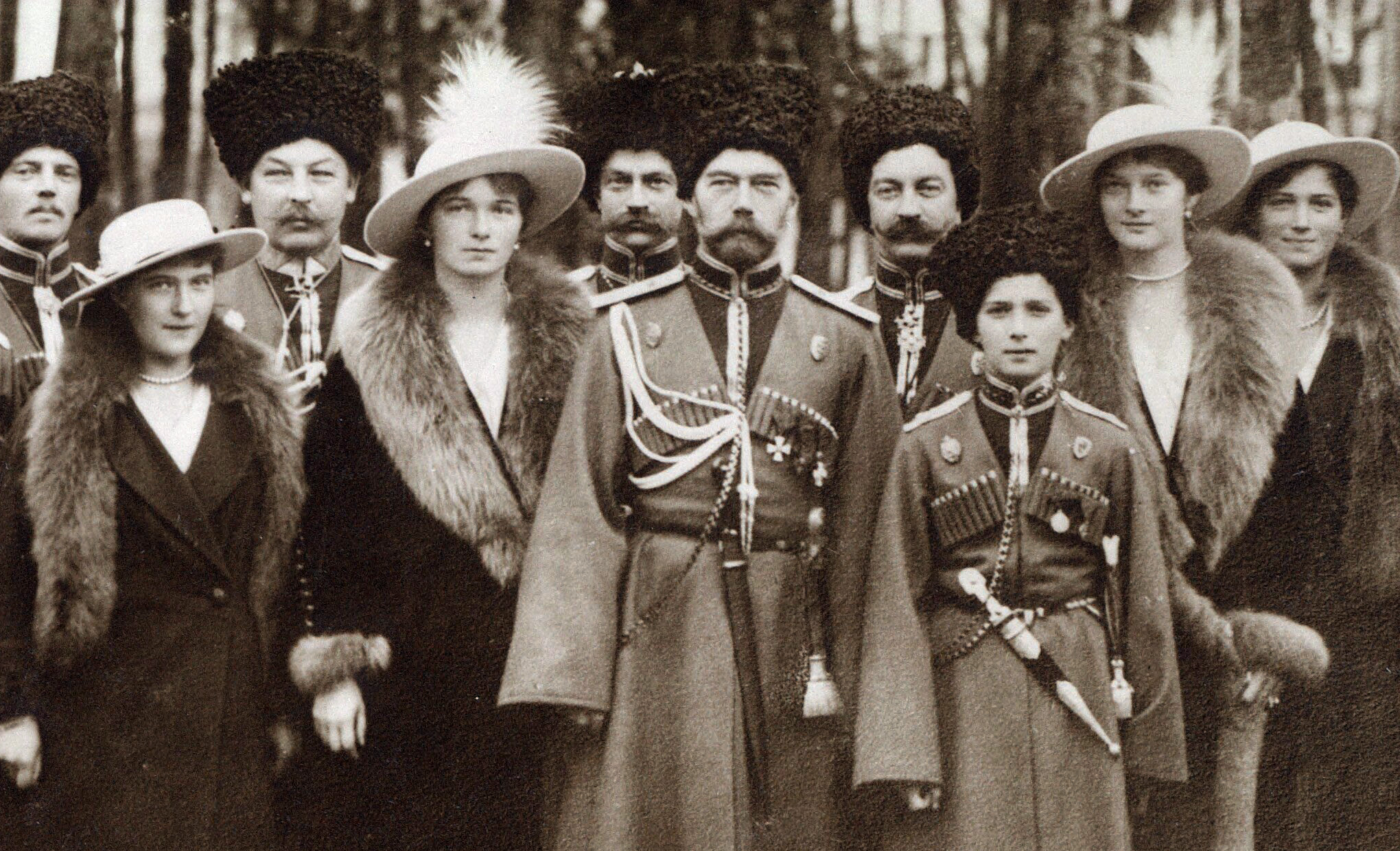
از چپ به راست، دوشس‌های بزرگ آناستازیا و اولگا؛ تزار نیکلاس دوم، تزارویچ الکسی، دوشس‌های بزرگ تاتیانا و ماریا به همراه قزاق‌ها در سال ۱۹۱۶. با احترام: کتابخانه بینک.

اعضای خانواده امپراتوری حاکم بر روسیه، خاندان رومانوف، در ۱۷ ژوئیه ۱۹۱۸، در جریان جنگ داخلی روسیه و نزدیک به پایان جنگ جهانی اول، توسط جوخه آتش به رهبری یاکوف یوروفسکی در یکاترینبورگ روسیه اعدام شدند. پس از آن، تعدادی از مردم ادعا کردند که از اعدام جان سالم به در برده‌اند. همه آنها شیاد بودند، زیرا بقایای اسکلت خانواده امپراتوری از آن زمان بازیابی و از طریق انگشت‌نگاری دی‌ان‌ای شناسایی شده‌اند. تا به امروز، تعدادی از مردم هنوز به دروغ ادعا می‌کنند که عضوی از خانواده رومانوف هستند و اغلب از عناوین جعلی اشراف یا خانواده سلطنتی استفاده می‌کنند.

## آزمایش دی‌ان‌ای
در سال ۱۹۹۱، نه مجموعه از بقایای انسانی در جنگلی در حومه یکاترینبورگ پیدا شد. این بقایا از طریق آزمایش دی‌ان‌ای شناسایی شدند و متعلق به تزار و تزارینا، سه دخترشان، خدمتکار تزارینا و پزشک، آشپز و پیشخدمت خانواده بودند. در سال ۱۹۹۸، رومانوف‌ها و خدمتکارانشان در سن پترزبورگ به خاک سپرده شدند و توسط کلیسای ارتدکس روسیه به عنوان حاملان مصائب اعلام شدند. با این حال، دو مجموعه از بقایای اجساد از گور دسته جمعی مفقود شده بود. دانشمندان اعضای مفقود شده خانواده را به عنوان تزارویچ الکسی نیکولاویچ از روسیه، که در زمان قتل چند هفته تا چهاردهمین سالگرد تولدش مانده بود، و دوشس بزرگ آناستازیا نیکولاونا از روسیه یا دوشس بزرگ ماریا نیکولاونا از روسیه، که در زمان قتل به ترتیب هفده و نوزده سال داشتند، شناسایی کردند. گزارش دو جسد مفقود شده تا اواخر دهه ۲۰۰۰ ادامه یافت و گمانه‌زنی‌ها مبنی بر زنده ماندن یک یا چند عضو خانواده را افزایش داد.
در ۲۳ اوت ۲۰۰۷، یک باستان‌شناس روسی از کشف دو اسکلت سوخته و ناقص در محل آتش‌سوزی در نزدیکی یکاترینبورگ خبر داد که به نظر می‌رسد با محل توصیف شده در خاطرات یوروفسکی مطابقت دارد. باستان‌شناسان گفتند که این استخوان‌ها متعلق به پسری است که در زمان مرگ تقریباً بین ده تا سیزده سال سن داشته و همچنین متعلق به زن جوانی است که تقریباً بین هجده تا بیست و سه سال سن داشته است. باستان‌شناسان همراه با بقایای این دو جسد، «تکه‌هایی از یک ظرف اسید سولفوریک، میخ، نوارهای فلزی از یک جعبه چوبی و گلوله‌هایی با کالیبرهای مختلف» را پیدا کردند. این استخوان‌ها با استفاده از فلزیاب‌ها و میله‌های فلزی به عنوان کاوشگر پیدا شدند.
در ۲۲ ژانویه ۲۰۰۸، دانشمندان پزشکی قانونی روسیه اعلام کردند که آزمایش‌های اولیه نشان می‌دهد که «احتمال بالایی» وجود دارد که بقایای کشف‌شده متعلق به تزارویچ الکسی و یکی از خواهرانش باشد. نیکولای نوولین، کارشناس ارشد پزشکی قانونی منطقه یکاترینبورگ، اعلام کرد که نتایج با نتایج به‌دست‌آمده توسط کارشناسان خارجی مقایسه خواهد شد و گزارش نهایی ممکن است تا آوریل یا مه ۲۰۰۸ منتشر شود. در ۳۰ آوریل ۲۰۰۸، دانشمندان پزشکی قانونی روسیه اعلام کردند که آزمایش دی‌ان‌ای ثابت کرده است که بقایای جسد متعلق به تزارویچ الکسی و یکی از خواهرانش است. با این نتیجه، تمام اعضای خانواده تزار شناسایی شده‌اند و ثابت می‌شود که هیچ‌یک از آنها از اعدام جان سالم به در نبرده‌اند. تا تاریخ ۲۰۱۸ کلیسای ارتدکس روسیه هنوز این بقایا را به عنوان متعلق به خانواده امپراتوری به رسمیت نشناخته است؛ خاندان رومانوف ابراز تمایل کرده است که بقایا برای تجزیه و تحلیل بیشتر و تأیید هویت آنها نبش قبر شوند.
داستان‌های بقا آناستازیا همیشه مشهورترین داستان‌ها بوده‌اند و الهام‌بخش ده‌ها کتاب و فیلم بوده‌اند.

## آناستازیا شیاد
برخی از زنانی که ادعا می‌کردند یا گمان می‌رفت که دوشس بزرگ آناستازیا نیکولاونا روسیه هستند، عبارتند از:
- آنا اندرسون، با نام واقعی فرانزیسکا شانزکوفسکا، تاکنون مشهورترین دغل‌باز بوده است. او در سال ۱۹۲۰ در برلین، آلمان ظاهر شد و در سال ۱۹۸۴ در شارلوتزویل، ویرجینیا، ایالات متحده درگذشت.
- یوجینیا اسمیت، با نام مستعار یوجینیا درابک اسمتیسکو، در سال ۱۹۶۳ در شیکاگو، ایالات متحده، متولد شد، کتابی با عنوان «زندگینامه خودنوشت آناستازیا نیکولایونا از روسیه» در همان سال منتشر کرد و در سال ۱۹۹۷ در رود آیلند درگذشت.
- الئونورا کروگر، با جورج ژودین، شخصیت جعلی الکسی، زندگی می‌کرد و در سال ۱۹۵۴ در روستایی در بلغارستان درگذشت.
- ناتالیا بیلیخودزه، در سال ۱۹۹۵ ظاهر شد و در سال ۲۰۰۰ به روسیه رفت تا «ثروت رومانوف‌ها را تصاحب کند».
- نادژدا واسیلیوا، در دهه ۱۹۲۰ در روسیه دیده به جهان گشود و در سال ۱۹۷۱ در بخش روان‌پزشکی کازان درگذشت.

برخی افراد ادعا کرده‌اند که مستقیماً از نسل آناستازیا هستند:
- آناتولی یونوف ادعا می‌کند که پسر آناستازیا است.
- کتی پترسن یک زن فیلیپینی است که ادعا می‌کند مادربزرگش گراند دوشس آناستازیا بوده است. مادربزرگ او تازیا نام داشت و ادعا می‌کرد که در سال ۱۹۱۹ به مانیل آمده و خواهر و برادرهایی به نام‌های ماریا و الکسی داشته است. او همچنین گفت که آنها باید از روسیه شوروی پنهان می‌شدند وگرنه «کشته می‌شدند».[۵]

## الکسی شیاد
چندین مرد ادعا کردند که تزارویچ الکسی نیکولاویچ از روسیه هستند، از جمله:
- واسیلی فیلاتوف، که ادعای مالکیتش از آستاراخان روسیه، کمی قبل از مرگش در سال ۱۹۸۸ مطرح شد.[۶]
- یوجین نیکولایویچ ایوانف، که ادعایش در سال ۱۹۲۷ از لهستان مطرح شد.
- گئورگی ژودین (؟ –۱۹۳۰)، با الئونورا کروگر زندگی می‌کرد و در روستایی در بلغارستان درگذشت؛
- الکساندر ساوین، که در سال ۱۹۲۸ توسط او جی پی یو (پلیس مخفی روسیه) دستگیر شد
- هاینو تامت، که در سال ۱۹۷۷ در ونکوور، بریتیش کلمبیا، کانادا درگذشت.
- مایکل گولنیوسکی، مأمور سیا که در سال ۱۹۵۹ ادعا کرد که تزارویچ است.
- نویسنده، مایکل گری (نام مستعاری که توسط یک معلم اهل ایرلند شمالی انتخاب شده است) در کتاب خود با عنوان «خویشاوند خونی» ادعا کرد که تزارویچ در سال ۱۹۱۹ به همراه ملکه دواگر با کشتی جنگی اچ‌ام‌اس مارلبرو (۱۹۱۲) فرار کرد و بعداً نام نیکولای چبوتارف را برای خود برگزید. در این کتاب، گری ادعا می‌کند که او پسر تزارویچ و پرنسس مارینا، دوشس کنت است و آنها مخفیانه در اواخر دهه ۱۹۴۰ ازدواج کرده بودند.[۷]

## اولگا، تاتیانا و ماریا، فریبکاران
- مارگا بوتس ادعا می‌کرد که دوشس بزرگ اولگا نیکولاونا از روسیه بوده است.
- مادربزرگ آلینا ادعا می‌کرد که دوشس بزرگ ماریا نیکولاونا از روسیه بوده است.
- به دلیل شباهت ظاهری، ادعا می‌شد که لاریسا تودور با دوشس بزرگ تاتیانا نیکولاونا ازدواج کرده است.
- الکسیس بریمایر ادعا کرد که مادربزرگش، چِکلاوا چَپسکا، دوشس بزرگ ماریا نیکولاونا از روسیه بود.[۸]
- مادِس آیورت ادعا می‌کرد که دوشس بزرگ تاتیانا نیکولاونا از روسیه بوده است.[۹]
- میشل آنچز ادعا می‌کرد که دوشس بزرگ تاتیانا نیکولاونا از روسیه بوده است.[۱۰]

## دیگر کلاهبرداران
- احمد عبدالله - ادعا می‌کرد از نوادگان گراند دوک نیکلاس رومانوف، پسرعموی احتمالی تزار، است.
- سوزانا کاترینا دِ گراف زنی هلندی بود که ادعا می‌کرد پنجمین دختر نیکلاس و الکساندرا است. او در سال ۱۹۰۳ به دنیا آمد، زمانی که گزارش شد الکساندرا «بارداری هیستریک» داشته است. در حال حاضر هیچ سابقه رسمی یا خصوصی از به دنیا آمدن فرزندی توسط الکساندرا وجود ندارد.[۱۱]
- مایکل رومانوف، که در واقع یک فرد عجیب و غریب متولد لیتوانی به نام هری اف. گرگوسون بود، دهه‌ها قبل از مرگش در سال ۱۹۷۱ ادعا می‌کرد که برادرزاده آخرین تزار است. اگرچه داستان و نام مستعار او به سرعت بی‌اعتبار شد، اما او همچنان یک چهره سرشناس جزئی در هالیوود بود، جایی که رستوران بسیار محبوب رومانوف را اداره می‌کرد.